# Fulu Mugovhani
Fulu Mugovhani (Thohoyandou, 7 de septiembre de 1990) es una actriz sudafricana. En 2015 protagonizó el largometraje Ayanda, actuación que le valió una gran cantidad de premios y nominaciones en eventos como los Premios de la Academia del Cine Africano, los Premios del Cine y la Televisión de Sudáfrica y los Premios del Festival Internacional de Cine de África. Hizo su debut en televisión interpretando el papel de Nikki en la comedia musical Remix, en 2013.
El padre de Mugovhani es profesor de Artes Escénicas en la Universidad Tecnológica de Tshwane, institución en la que la actriz se graduó en 2011 tras estudiar teatro musical.